# Posé-décollé
Pour les articles homonymes, voir Touch and Go.

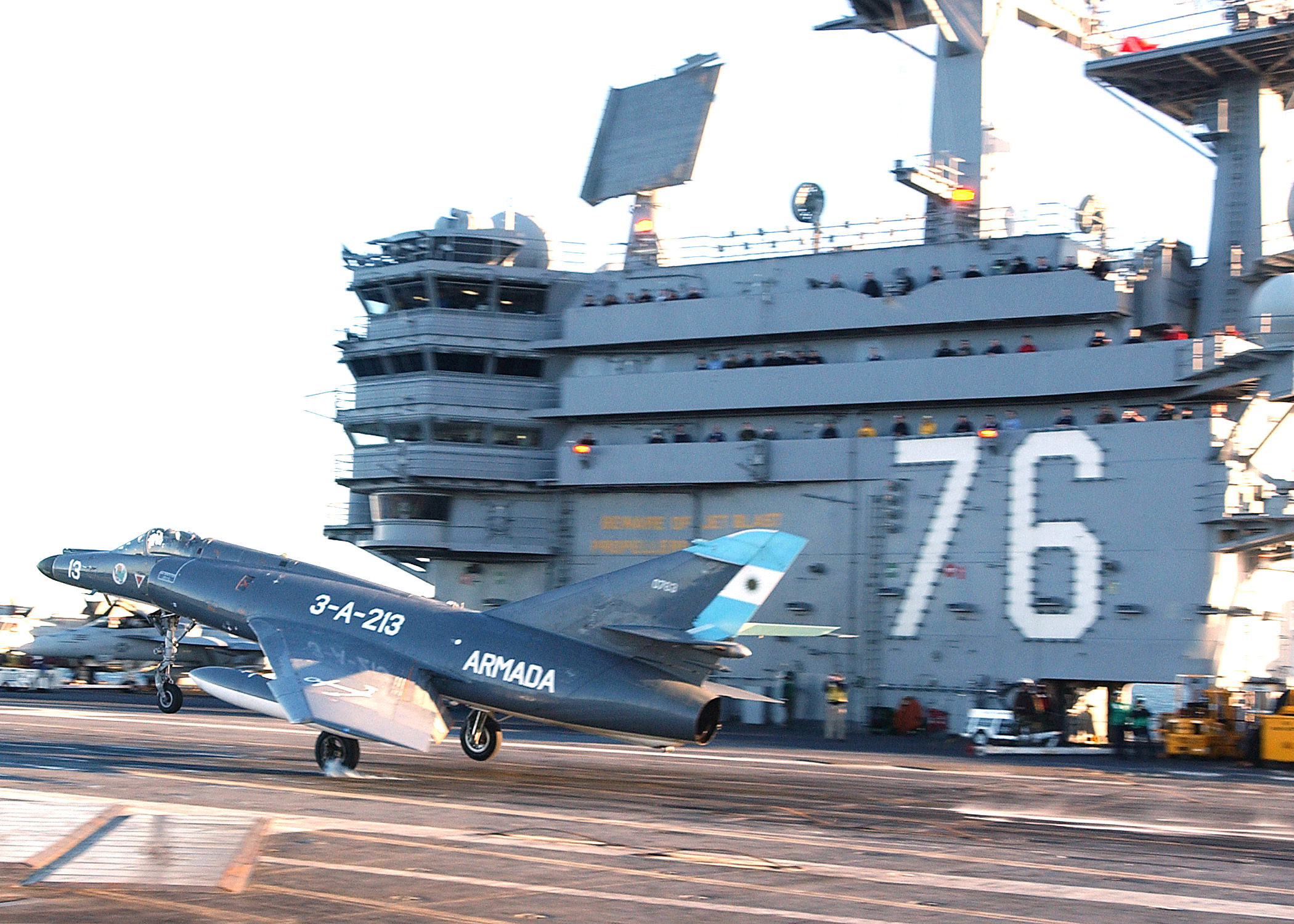
Un Super-Étendard argentin amorçant un posé-décollé à bord du au cours de Gringo-Gaucho.

Un posé-décollé est l'atterrissage d'un avion suivi immédiatement d'un décollage, sans faire un arrêt complet. On l'appelle plus souvent par le terme anglais : un touch-and-go ou, en abrégé, « un toucher ».
C'est une manœuvre essentiellement pratiquée en tours de piste, lors de la formation d'un élève-pilote, afin qu'il s'exerce à l'atterrissage. Elle consiste à remettre les gaz à fond et replacer les volets en configuration décollage, lorsque l'avion a encore une vitesse suffisante pour décoller en toute sécurité compte tenu de la longueur de piste encore disponible. Quand elle est effectuée avant que l'avion n'ait touché le sol, on parle de remise de gaz.
Sur porte-avions, le pilote remet les gaz systématiquement dès l'appontage de manière à avoir la puissance suffisante pour redécoller s'il atterrit mais n'accroche pas le brin d'arrêt avec sa crosse.

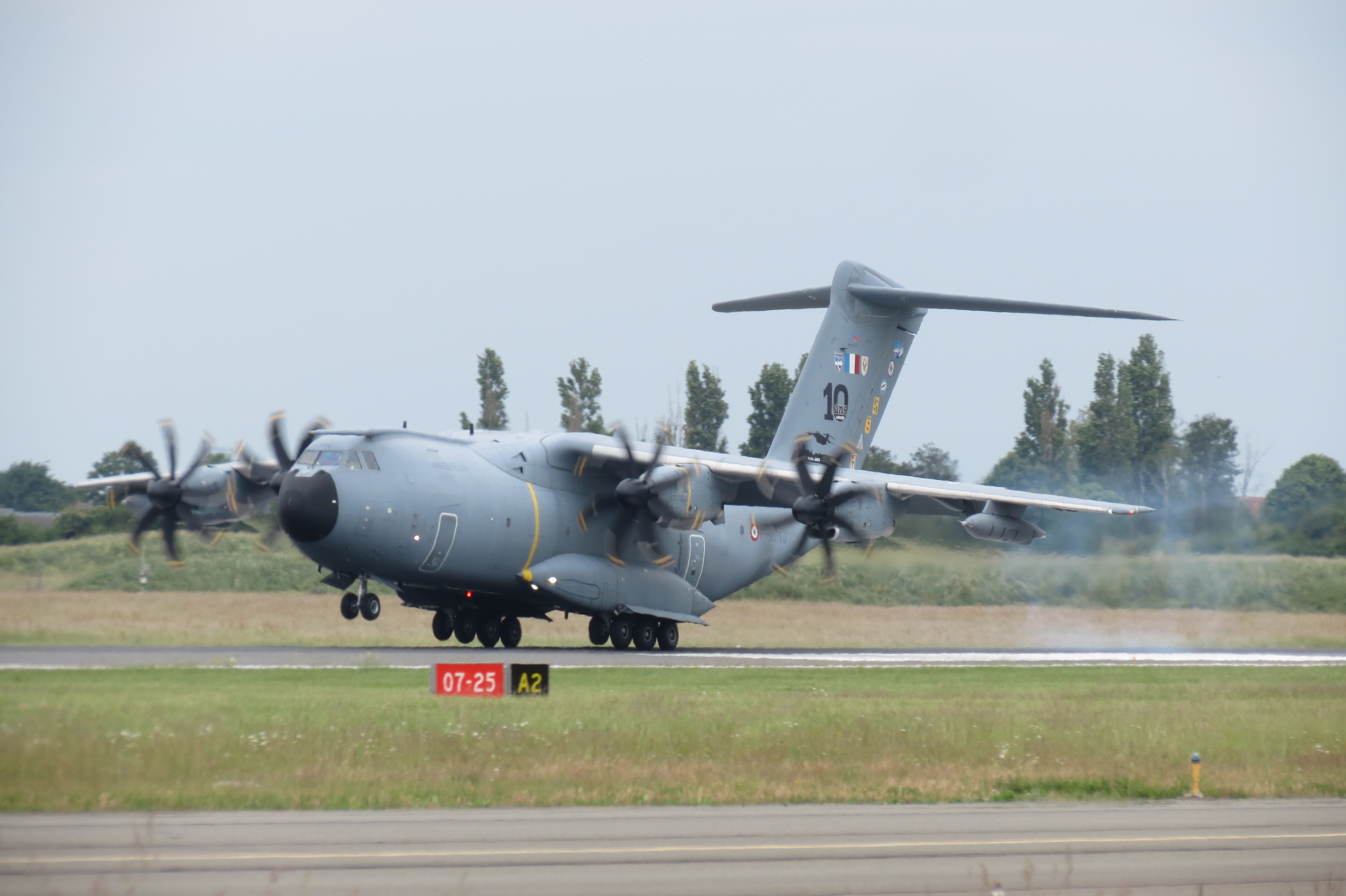
Un A400M Atlas effectuant un posé-décollé sur la piste de la base aérienne 123 Orléans-Bricy.